# 建寧府
建寧府，南宋时设置的府。在今福建省境。

建宁府在福建省的位置（1820年）

南宋绍兴三十二年（1162年），原建州升為建宁府。元朝时为建宁路，明朝洪武元年（1368年），改为建宁府。下领八县：建安县、瓯宁县、建阳县、崇安县、浦城县、松溪县、政和县、寿宁县。清朝时，评价：衝，繁。隸延建邵道。雍正十二年（1734年），割壽寧縣屬福寧府。領七縣：建安縣、甌寧縣、建陽縣、崇安縣、浦城縣、松溪縣、政和縣。民国初年，全国废府州厅改县，废。

## 延伸阅读
[在维基数据编辑]
 《欽定古今圖書集成·方輿彙編·職方典·建寧府部》，出自陈梦雷《古今圖書集成》
 维基共享资源上的相關多媒體資源：建寧府志